# Acherontia violacea
Acherontia violacea är en fjärilsart som beskrevs av Aylmer Bourke Lambert. Acherontia violacea ingår i släktet Acherontia och familjen svärmare. Inga underarter finns listade i Catalogue of Life.